# محمد محسن صدر
محمد محسن صدر معاون وزیر ارتباطات و فناوری اطلاعات و رئیس سازمان فناوری اطلاعات ایران است. او دارای سوابق اجرایی گسترده در حوزهٔ فناوری اطلاعات، ارتباطات و مدیریت مؤسسات دولتی و خصوصی است.  

## زندگینامه و تحصیلات
صدر دارای دکترای تخصصی در رشتهٔ علم اطلاعات است. وی پیش از تصدی مسئولیت‌های کلان دولتی، در دانشگاه‌ها و شرکت‌های فناوری فعالیت داشته است.  

## سوابق اجرایی
- رئیس سازمان فناوری اطلاعات ایران
- معاون وزیر ارتباطات و فناوری اطلاعات
- مدیرعامل شرکت امید بوم سپه - مدیرعامل و نایب‌رئیس هیئت مدیرهٔ شرکت خدمات فناوری اطلاعات رفاه ایرانیان (فارا)
- مدیرعامل و نایب‌رئیس هیئت مدیرهٔ شرکت اطلاع‌رسان رایتل
- مدیرکل روابط عمومی دانشگاه پیام‌نور
- عضو هیئت رئیسهٔ دانشگاه پیام‌نور - معاون مدیرکل دفتر آمار و فناوری اطلاعات دانشگاه پیام‌نور

## فعالیت‌ها و دستاوردها
- مشارکت در توسعهٔ پروژه‌های ملی فناوری اطلاعات
- نقش مؤثر در راه‌اندازی یا مدیریت شرکت‌های فناوری ارتباطات
- همکاری در سیاست‌گذاری‌های کلان دیجیتال در ایران